# Louis-Hippolyte Lafontaine
Louis-Hippolyte Lafontaine (o La Fontaine) Baronet (1854) (4 de octubre de 1807 – 26 de febrero de 1864 Montreal) fue el primer canadiense en ocupar el puesto de primer ministro de la Provincia Unida de Canadá y el primer jefe de un gobierno responsable en Canadá. Había nacido en Boucherville, Bajo Canadá en 1807. Jurista y estadista, Lafontaine fue inicialmente elegido como representante ante la Asamblea Legislativa del Bajo Canadá en 1830. Fue un partidario de Papineau y miembro del Parti canadien (posteriormente llamado el Parti patriote). Luego de las severas consecuencias de las Rebeliones de 1837 contra las autoridades británicas, él propugnó la adopción de reformas políticas dentro del nuevo régimen de Unión de 1841.
En esta Unión de las dos Canadás trabajó con Robert Baldwin y Francis Hincks en la creación de un partido de reformistas liberales del Alto y Bajo Canadá. Junto con Baldwin formó un gobierno en 1842 pero renunció en 1843. En 1848 Lord Elgin le solicitó que formara la primera administración bajo la nueva política de gobierno responsable. El gobierno Lafontaine-Baldwin, formado el 11 de marzo, luchó por la restauración del estatus oficial del idioma francés, que fuera abolido en el  Acta de Unión, y los principios de gobierno responsable y la doble mayoría para la aprobación de leyes.
Mientras Baldwin se encontraba reformando al Alto Canadá, Lafontaine aprobó leyes para abolir la tenure seigneuriale (sistema señorial) y una amnistía amplia para los líderes de las rebeliones del Bajo Canadá que estaban exiliados. Si bien la ley fue aprobada, la misma no fue aceptada por los leales del Alto Canadá quienes protestaron con violencia y quemaron el Parlamento en Montreal.

## Honores póstumos
En la región de Montreal, tanto el "Puente-túnel Louis-Hippolyte Lafontaine" como el parque urbano "Parc Lafontaine" han sido nombrados en su honor. Una estatua de Lafontaine y Baldwin se encuentra emplazada en la Colina del Parlamento en Ottawa.